# Brownsburg
Brownsburg is een plaats (town) in de Amerikaanse staat Indiana, en valt bestuurlijk gezien onder Hendricks County.

## Demografie
Bij de volkstelling in 2000 werd het aantal inwoners vastgesteld op 14.520.
In 2006 is het aantal inwoners door het United States Census Bureau geschat op 18.850, een stijging van 4330 (29,8%).

## Geografie
Volgens het United States Census Bureau beslaat de plaats een oppervlakte van
19,0 km², geheel bestaande uit land. Brownsburg ligt op ongeveer 286 m boven zeeniveau.

## Plaatsen in de nabije omgeving
De onderstaande figuur toont nabijgelegen plaatsen in een straal van 16 km rond Brownsburg.

## Geboren
- Chloé Dygert (1 januari 1997), wielrenster